# Rio Găurinţi
O Rio Găurinţi é um rio da Romênia, afluente do Topolniţa, localizado no distrito de Mehedinţi.